# Želva žlutočelá
Želva žlutočelá či želva vietnamská (Cuora galbinifrons) je druhem rodu Cuora a patří mezi želvy sladkovodní. Tento druh byl objeven roku 1939 francouzským zoologem Reném Léonem Bourretim. Trvalo ale téměř 40 let do prvního exempláře, který byl dovezen do Evropy a Spojených států.

## Popis
Krunýř má dlouhý asi 19 cm. Karapax má klenutý s červenooranžovou kresbou. Kresby na krunýři může mít různé. Je velmi plachá. Aktivní je při a po setmění.
Patří mezi kriticky ohrožené druhy, kvůli malé oblasti jejího rozšíření.

## Potrava
Je převážně masožravá, ale nepohrdne ani rostlinnou stravou. Živí se malými obratlovci a bezobratlými živočichy, ale i ovocem a zeleninou. Loví po setmění. Rostoucí mláďata potřebují dostatek všech esenciálních látek.

## Reprodukce
Klade 1 až 3 vejce velká kolem 7mm. Zahrabává vejce do důlku v zemi, často do písku. Vejce snáší od začátku března do května. Inkubační doba trvá asi 90 dní od snůšky, poté se líhnou mláďata, která jsou masožravá. Při chovu v zajetí je k líhnutí vajíček třeba vhodný inkubátor a substrát pro inkubaci vajec. Snesená vajíčka se zahrabou v inkubátoru do substrátu ze 2/3.

## Výskyt
Obývá především Čínu v jižní provincii Kuang-si, severní Vietnam, Laos a ostrov Chaj-nan. Žije ve sladkých vodách, mělkých tůních, zatopených polích a loukách, potocích s břehy s hustým rostlinným porostem bohatým na vodní hmyz a drobné rybky, především ve vlhkých, listnatých a smíšených lesích v horských oblastech. Většinu času přebývá na souši.
Severní a střední druhy želvy vietnamské se kříží v přírodě s želvou hranatou (Pyxidea mouhotii nebo Cuora mouhotii), vytváří se tak nový druh želv Cuora serrata.

## Chov v zoo
V rámci Evropy je tento druh chován v deseti veřejných zařízeních. V rámci Česka jej chová pouze Zoo Praha.

### Chov v Zoo Praha
Do Zoo Praha přišli první zástupci tohoto druhu (resp. podruhu C. g. galbinifrons) v roce 1991. Aktuálně dlouhodobě vlastní dvě samice s plánem o doplnění samcem a možnost rozmnožení.